# Расніку-Огіан
Расніку-Огіан (рум. Rasnicu Oghian) — село у повіті Долж в Румунії. Входить до складу комуни Чернетешть.
Село розташоване на відстані 203 км на захід від Бухареста, 26 км на північний захід від Крайови.

## Населення
За даними перепису населення 2002 року у селі проживали 504 особи, усі — румуни. Усі жителі села рідною мовою назвали румунську.